# Takatsukasa Kanetada
Takatsukasa Kanetada (ja, 鷹司 兼忠) (né en 1262, mort le 27 septembre 1301) est un noble de cour japonais (kugyō) de l'époque de Kamakura. Il est descendant de l'aristocratique famille Takatsukasa fondée par Konoe Iezane, qui, en tant que famille membre du go-sekke, est tenue pour digne de pourvoir des régents impériaux. 
Il est le fils de Takatsukasa Kanehira et un frère cadet de Takatsukasa Mototada. À l'âge de 10 ans il est élevé au rang de cour et à onze ans gon-chūnagon. En 1288 il est promu naidaijin et nommé au premier rang de cour le onzième mois de cette année. Un an plus tard, il est nommé à la fonction d'udaijin (ministre de gauche) et précepteur du prince héritier. Peu de temps après sa promotion à la tête de la famille il accède à la fonction de régent kanpaku pour l'empereur Fushimi de 1291 à 1296 et régent sesshō pour l'empereur Go-Fushimi. Il prend la tonsure le 23 août 1301 et meurt deux jours après.
Marié à la fille de Konoe Motohira, il a pour fils Fuyuhira, Fuyutsune (冬経; 1282–1319) et Kanefuyu (兼冬, 1289–1308). Par ailleurs, il adopte Motonori (基教).

## Source de la traduction
- (de) Cet article est partiellement ou en totalité issu de l’article de Wikipédia en allemand intitulé « Takatsukasa Kanetada » (voir la liste des auteurs).